# Deljaj
Deljaj (-) je kratka črtica, ki se uporablja na koncu vrstice, če je del besede treba prenesti v naslednjo vrstico. Vezaj in deljaj sta navadno enaka. Zlasti pri pisanju z roko se uporablja za deljaj tudi znamenje, podobno enačaju, t. i. dvojni deljaj. Pisali so ga tudi poševno navzgor. Deljaj je levostični.:45
Če se deli beseda z vezajem (npr. črno-bel) ali stičnim pomišljajem (Ljubljana–Maribor) in pride vezaj ali pomišljaj na konec vrstice, deljaj izpodrine vezaj na začetek naslednje vrstice, pri pomišljaju pa deljaj odpade:
črno-bel – ..................................................gledal sem črno-

-beli film
Ljubljana–Maribor – ...............ostal sem na cesti Ljubljana–

Maribor